# Jamai
Jamai es una localidad de la India, en el distrito de Chhindwara, estado de Madhya Pradesh.

## Geografía
Se encuentra a una altitud de 765 m s. n. m. a 246 km de la capital estatal, Bhopal, en la zona horaria UTC +5:30.

## Demografía
Según estimación 2010 contaba con una población de 22 516 habitantes.